# 伊茲戈日斯科耶湖
56°43′02″N 29°05′24″E / 56.71722°N 29.09000°E
伊茲戈日斯科耶湖（俄语：Изгожское），是俄羅斯的湖泊，位於該國西北部，由普斯科夫州負責管轄，處於奧波奇卡區，面積1平方公里，集水區面積37平方公里，平均水深2米，最大水深20米。